# Stand Up (Ludacris)
Stand Up è una canzone del rapper Ludacris, pubblicata come singolo nel 2003 dal suo quarto album Chicken-n-Beer. È stata prodotta da Kanye West e co-prodotta dallo stesso Ludacris. È la prima canzone di Ludacris ad arrivare alla prima posizione della Billboard 200 ed è diventata la sua canzone di maggior successo nel mondo.
Stand Up ha occupato la prima posizione della Billboard 200 la settimana del 6 dicembre 2003 ed ha fatto guadagnare a Ludacris una nomination ai Grammy Awards come Best Rap Solo Performance nel 2004.

## Video
Il video della canzone è stato diretto da Dave Meyers. Il video contiene i cameo di Kanye West, Shawnna, Chingy, I-20, Lil' Fate e del comico e cugino di Ludacris Katt Williams. È stato nominato agli MTV Video Music Awards del 2003 come Best Rap Video, ma il premio è stato assegnato a In da Club di 50 Cent.

## Remix
Esiste un remix di questa canzone fatto da Kanye West in cui la terza strofa, cantata da Ludacris, viene rimossa con una nuova strofa di Kanye West. Questo remix appare nel mixtape di Kanye: Akademiks: JeaniusLevelMusikKanye West Vol. 2.
Un altro remix è stato fatto da Luda per la squadra di football americano Atlanta Falcons.

## Tracce
CD-Single Def Jam 0602498117484
1. Stand Up - 3:35
2. Stand Up (Fatboy Slim Remix) - 5:04

CD-Maxi Universal 981 174-7
1. Stand Up (Album Version) - 3:35
2. Stand Up (Fatboy Slim Remix) - 5:04
3. Stand Up (Instrumental) - 3:36

## Classifiche
| Classifica                                      | Posizione più alta |
| ----------------------------------------------- | ------------------ |
| Svizzera                                        | 22                 |
| Austria                                         | 63                 |
| Italia                                          | 19                 |
| Australia                                       | 30                 |
| Nuova Zelanda                                   | 13                 |
| U.S. Billboard Hot 100                          | 1                  |
| U.S. Billboard Hot R&B/Hip-Hop Singles & Tracks | 1                  |
| U.S Billboard Top 40 Mainstream                 | 9                  |
| Official Singles Chart                          | 14                 |